# Схаутенс, Карлейн
Карлейн Схаутенс (нидерл. Carlijn Schoutens; род. 12 декабря 1994 года, Трентон, США) — американская конькобежка голландского происхождения, многократная призёрка национального чемпионата по конькобежному спорту, а также национального чемпионата по конькобежному спорту среди юниоров, соревнования «Viking Race» и прочих. Бронзовая олимпийская чемпионка в командной гонке на зимних Олимпийских игр 2018 года.

## Биография
Карлейн Схаутенс родилась в городе Трентон, штат Нью-Джерси, США. Её родители, выходцы из Нидерландов, жили и обучались в одном из университетов Трентона. Как и её старшая сестра Луиса, Карлайн родилась в США и получила двойное гражданство. Когда ей было семь месяцев, семья вернулась в Нидерланды. В 2001 году Схаутенс приехала в США и целый год провела в одной из школ города Шарлотсвилл, штат Виргиния, где изучала английский язык и занималась американским футболом. Это стало возможным, поскольку её отец был приглашён в качестве ведущего физика для реализации проекта в Шарлотсвилле. По возвращении семьи в Нидерланды Карлейн пыталась записаться в местную секцию по американскому футболу, но ей было отказано, поскольку принимались лишь парни. После этого Карлейн приняла решение последовать примеру старшей сестры и начала кататься на коньках на базе клуба «IJS Club Haarlem» в Харлеме. Изучала медицину в Амстердамском свободном университете. В 2014 году переехала в Солт-Лейк-Сити и начала тренироваться под руководством Тома Кушмана (англ. Tom Cushman). В сентябре 2016 года во время тренировки при падении сильно травмировала голову, что повлекло за собой длительный период восстановления. Лишь летом 2017 года Схаутенс смогла вернуться на лёд.

### Спортивная карьера
На зимних Олимпийских играх 2018 года Карлейн Схаутенс дебютировала в забеге на 3000, 5000 м и командной гонке. 10 февраля 2018 года на Олимпийском Овале Каннына в забеге на 3000 м среди женщин она финишировала с результатом 4:15.60 (+16.39). В итоговом зачёте Карлейн заняла 22-е место. 16 февраля 2018 года на Олимпийском Овале Каннына в забеге на 5000 м среди женщин она финишировала с результатом 7:13.28 (+23.05). В итоговом зачёте Схаутенс заняла 11-е место. Бронзовыми медалями для американских конькобежек завершилось участие в командной гонке преследования. 21 февраля 2018 года на Олимпийском Овале Каннына они финишировали первыми в финале В с результатом 2:59.27. Более высокие позиции заняли конькобежки из Нидерландов (2:55.48 — 2-е место) и Японии (2:53.89 (олимпийский рекорд времени) — 1-е место).